# Bob Havens
Robert „Bob“ Havens (* 3. Mai 1930 in Quincy (Illinois)) ist ein US-amerikanischer Jazzmusiker (Posaune, auch Gesang, Komposition) des Dixieland.

## Leben und Wirken
Havens, der aus einer musikalischen Familie stammte, spielte als Kind neben Posaune auch Geige und Klavier. Er trat in der Jazzszene von New Orleans auf und wurde bekannt durch seine Arbeit mit George Girard (1956–1957) und insbesondere Al Hirt (1957–1960). Havens wurde 1960 langjähriges Mitglied des Lawrence Welk Orchestra, blieb über zwei Jahrzehnte in dessen Band und nahm häufig am Dixieland-Segment der Welk Show teil. In den folgenden Jahren spielte er außerdem in den Bands von Ralph Flanagan, George Girard, Lawrence Welk, Joe Capraro, Sharkey Bonano, Armand Hug und Emile Christian. 1960 nahm er unter eigenem Namen mit seinen New Orleans All Stars die LP In New Orleans auf. Es folgten Aufnahmen mit Pete Fountain (Standing Room Only, mit Charlie Teagarden) und Ende des Jahrzehnts mit dem Blue Angel Jazz Club, dem u. a. Dick Cary, Matty Matlock, Johnny Guarnieri und Nappy Lamare angehörten, und mit Louis Armstrong (Hello Louis!).
Havens war seit den 1960er-Jahren ein fester Bestandteil von Dixieland und Mainstream-Jazz-Festivals; in den 1970er- und 1980er-Jahren spielte Havens mit Musikern wie Bob Crosby, Pud Brown, Abe Most, Big Tiny Little, Pee Wee Erwin, Maxim Saury und Heinie Beau. Mit der World’s Greatest Jazz Band um Bob Haggart und Yank Lawson gastierte er 1985 in Deutschland, erneut 1993, als er bei einem Tributkonzert für Eddie Condon mit Ed Polcer, Allan Vaché, John Barnes, Johnny Varro, Jim Douglas, Bob Haggart und Butch Miles in der Musikhalle Hamburg auftrat (A Salute to Eddie Condon, Nagel-Heyer). Im Bereich des Jazz war er laut Tom Lord zwischen 1955 und 2007 an 93 Aufnahmesessions beteiligt, in seinen späteren Jahren auch mit Ed Polcer, Bob Schulz & His Chicago Rhythm Kings, Marty Grosz and his Sugar Daddies sowie mit Barbara Lea.
Laut Allmusic ist Havens ein solider Posaunist mit starken technischen Fähigkeiten und einem warmen Klang.

## Diskographische Hinweise
- In New Orleans (Southland, 1960), mit Harry Shields, Raymond Burke, Joe Capraro, Emile Christian, Pinky Waddington, Monk Hazel
- Bob Havens and His New Orleans All Stars (Southland, 1964), mit Thomas Jefferson, Louis Cottrell, Armand Hug, Joe Capraro, Chink Martin, Monk Hazel
- Dick Cary's Septet with Bob Havens, Tommy Newsom & Ross Tompkins: California Doings (Famous Door,. 1982)
- Bob Barnard's Bjazz Party 2004
- Duke Heitger's New Orleans Wanderers with Bob Havens: What Is This Thing Called Love? (Jazzology, 2005), mit Evan Christopher, Steve Pistorius, Kerry Lewis, Michael Waskiewicz, John Gill (arr)
- Back Home in New Orleans (Jazzology, 2007), mit Conrad „Connie“ Jones, Otis Bazoon, Tom Fischer, Steve Pistorius, Tom Saunders, Hal Smith